# Pantà de Sant Martí de Tous
El pantà de Sant Martí de Tous és un embassament que pertany a la riera de Tous, la qual desemboca al riu Anoia (conca del riu Llobregat), creat per una presa situada al municipi de Sant Martí de Tous, a la comarca de l'Anoia.
La presa té 34 metres d'alçada màxima, 14,9 ha de superfície d'aigua i una capacitat original d'1,3 hm³ Fou inaugurat el 5 de juliol de 1997. L'embassament pretenia transformar en regadiu 450 ha aproximadament, però mai no va arribar a passar les 130 ha.
El sistema de regulació permet fer ús de l'aigua pel reg i alhora garanteix un cabal ecològic capaç de mantenir la flora i fauna autòctona de la riera de Tous, que recull les aigües del torrent de l'Infern i de la riera de la Goda.
L'any 2009 l'ACA va buidar el pantà per les filtracions. Va quedar completament sec i hi ha anat creixent vegetació abundant. El 2014 va tornar a omplir-se amb una capacitat reduïda a 0,222 hm³.